# IAS 12
МСФО (IAS) 12 "Налоги на прибыль" - международный стандарт финансовой отчётности, который применяется для учёта текущих и будущих налоговых последствий,
и действует с 01.01.1981 года, с изменениями от 01.01.1998 года,
введён в действие для применения на территории Российской Федерации приказом Минфина России от 25.11.2011 № 160н. 

## Определения
Текущий налог - сумма налога на прибыль к уплате (к возмещению) в отношении налогооблагаемой прибыли (убытка, учитываемого при налогообложении) за период.
Текущий налог за данный и предыдущий периоды признаётся в качестве обязательства, равного неоплаченной сумме. Если уже оплаченная сумма превышает сумму, подлежащую оплате за эти периоды, то разница признаётся в качестве актива.
Финансовая прибыль - прибыль или убыток за период, до вычета расходов по уплате налогов.
Налогооблагаемая прибыль (убыток, учитываемый при налогообложении) - это сумма прибыли (убытков) за период, определяемая в соответствии с правилами, установленными налоговыми органами, в отношении которой уплачивается (возмещается) налог на прибыль.
Налоговая база актива или обязательства - величина, присваиваемая активу или обязательству для целей налогообложения.
Постоянные разницы возникают, когда некоторые статьи отчёта о прибылях и убытках и прочем совокупном доходе не подлежат налогообложению или не принимаются для целей налогообложения.
Временные разницы (ВР) - разницы между балансовой стоимостью (БС) актива или обязательства и их налоговой базой (НБ):
- налогооблагаемые ВР приводят к возникновению налогооблагаемых сумм при определении налогооблагаемой прибыли в будущем, когда балансовая стоимость актива или обязательства погашается или возмещается (ОНО)
- вычитаемые ВР, приводят к вычетам при определении налогооблагаемой прибыли будущих периодов, когда балансовая стоимость актива или обязательства погашается или возмещается (ОНА)[4].

Примеры различий между налоговыми правилами и принципами финансового учёта по признанию доходов и расходов:
- учёт доходов и расходов на основе кассового метода для налогового учёта и метода начисления для бухгалтерского учёта
- разница между налоговой ставкой и бухгалтерской ставкой при начислении амортизации
- затраты на разработку могут капитализироваться и амортизироваться на протяжении будущих периодов, но вычитаться для определения налогооблагаемой прибыли в периоде их возникновения
- активы переоцениваются без корректировки для целей налогообложения.

Отложенные налоговые обязательства - суммы налога на прибыль, подлежащие уплате в будущих периодах в связи с налогооблагаемыми временными разницами: 
положительная ВР (БС - НБ) х налоговая ставка.
Отложенные налоговые активы - суммы налога на прибыль (отрицательная ВР (БС - НБ) х налоговая ставка),
возмещаемые в будущих периодах в связи с:
- вычитаемыми ВР
- переносом на будущий период неиспользованных налоговых убытков
- переносом на будущий период неиспользованных налоговых кредитов[5].

## Признание ОНА/ОНО
Обязательство по отложенному налогу (ОНО) признаётся для всех налогооблагаемых временных разниц, если только не возникает из:
- гудвилла (налоговая база гудвилла равна нулю, что даёт налогооблагаемую ВР)
- первоначального признания актива или обязательства в операции, которая:

- не является объединением  компаний
- на момент совершения не влияет ни на финансовую, ни на налогооблагаемую прибыль (налоговый убыток).

При объединении компании чистые активы переоцениваются до справедливой стоимости, а их налоговая база остаётся прежней, отсюда возникают временные разницы, по которым отложенный налог признаётся.
Отложенный налоговый актив (ОНА) признаётся для всех вычитаемых временных разниц в той мере, в какой вероятно получение налогооблагаемой прибыли, против которой может быть использована вычитаемая временная разница, если только актив по отложенному налогу не возникает из первоначального признания актива или обязательства в операции, которая:
- не является объединением компаний
- на момент совершения операции не влияет ни на финансовую, ни на налогооблагаемую прибыль (налоговый убыток)[6].

ОНА признаётся для перенесённых на будущие периоды неиспользованные налоговые убытки и неиспользованные налоговые кредиты в той степени, в какой существует вероятность того, что у компании будет иметься будущая налогооблагаемая прибыль, против которой эти неиспользованные налоговые убытки и неиспользованные налоговые кредиты могут быть использованы.ОНА/ОНО рассчитываются по ставкам налога, которые предполагается применять к периоду реализации актива или погашения обязательства, на основе ставок налога, которые действуют на отчётную дату.
ОНА/ОНО не дисконтируются, и
балансовая стоимость ОНА/ОНО может меняться в результате:
- изменения в ставке налога или налоговом законодательстве
- переоценки восстановимости ОНА
- изменения предполагаемого способа возмещения актива.

Текущий и отложенный налог дебетуется или кредитуется непосредственно на счёт капитала при:
- изменении балансовой стоимости, возникающее в результате переоценки основных средств
- корректировки начального сальдо нераспределённой прибыли, возникающей в результате изменения учётной политики, применяемого ретроспективно, или в результате исправления ошибки
- курсовых разниц, возникающих в результате пересчёта финансовой отчётности зарубежной компании
- первоначальном признании составляющего капитала в сложном финансовом инструменте.

## Раскрытие информации
Основные компоненты расхода по налогу на прибыль раскрываются отдельно:
- расходы (доходы) по текущему налогу
- корректировки по текущему налогу предшествующих периодов, признанные в данном периоде
- сумму расхода (дохода) по отложенному налогу, связанного с изменениями в налоговых ставках или введением новых налогов
- сумму выгоды, возникающей от ранее непризнанного налогового убытка, налогового кредита или временной разницы предшествующего периода, которые используются для уменьшения расхода по текущему налогу/отложенному налогу
- расход по отложенному налогу, возникающий при списании или восстановлении ранее сделанного списания ОНА, возникающий в связи с пересмотром балансовой стоимости ОНА на каждую отчётную дату
- сумму расхода по налогу (возмещения налога), относящуюся к тем изменениям в учётной политике и ошибкам, которые включаются в расчёты при определении прибыли или убытка за период
- общая сумма текущего и отложенного налога, относящегося к статьям, которые дебетуются или кредитуются на счёт капитала
- объяснение взаимосвязи между расходом (доходов) по налогу и финансовой прибылью
- пояснение изменений в применяемой налоговой ставке (ставках) в сравнении с предшествующим учётным периодом
- сумма вычитаемых временных разниц, неиспользованных налоговых убытков и кредитов, по которым в отчёте о финансовом положении не признаются никакие налоговые активы
- совокупная сумма временных разниц, связанных с инвестициями в дочерние компании, ассоциированные компании или совместную деятельность, по которым отложенные налоговые обязательства не были признаны
- суммы ОНА и ОНО, признанных в отчёте о финансовом положении и в отчёте о прибыли и убытках
- расходы по налогу в отношении прекращённой деятельности.